# Final Fantasy XVI
Final Fantasy XVI är ett actionrollspel utvecklat av Square Enix. Det släpptes till Playstation 5 den 22 juni 2023 och har även en Windows-version under utveckling. Det är det sextonde spelet i Final Fantasy-serien.